# Limnodynastes
Limnodynastes é um género de anfíbios anuros, nativos da Austrália, sul da Nova Guiné e de algumas das Ilhas do Estreito de Torres. São animais que habitam o solo e cujo tamanho de 45 mm até 90 mm. O grau de desenvolvimento das membranas interdigitais varia de espécie para espécie, de muito peuenas a completas. O tímpano não é visível em nenhuma das espécies, com excepção de Limnodynastes interioris.

## Lista de espécies
- Limnodynastes convexiusculus (Macleay, 1878).
- Limnodynastes depressus Tyler, 1976.
- Limnodynastes dorsalis (Gray, 1841).
- Limnodynastes dumerilii Peters, 1863.
- Limnodynastes fletcheri Boulenger, 1888.
- Limnodynastes interioris Fry, 1913.
- Limnodynastes lignarius Tyler, Martin et Davies, 1979.
- Limnodynastes ornatus (Gray, 1842).
- Limnodynastes peronii (Duméril et Bibron, 1841).
- Limnodynastes salmini Steindachner, 1867.
- Limnodynastes spenceri Parker, 1940.
- Limnodynastes tasmaniensis Günther, 1858.
- Limnodynastes terraereginae Fry, 1915.